# サラ・ジェーン・ムーア
サラ・ジェーン・ムーア（Sara Jane Moore, 1930年2月15日 - ）は、1975年にジェラルド・フォード大統領暗殺未遂事件を起こしたことで知られるアメリカ合衆国の女性である。事件により終身刑が宣告された彼女は32年間服役した後、2007年12月31日に仮釈放となった。ムーアの17日前には同じカリフォルニア州でリネット・"スクィーキー"・フロムもフォード大統領暗殺未遂事件を起こしており、2020年時点で女性によるアメリカ大統領暗殺未遂事件はこの2例のみである。

## 背景
ウェストバージニア州チャールストンでルース（旧姓はムーア）とオラフ・カーンの娘として生まれる。父方の祖父母はドイツ系移民である。ムーアは看護学校の学生、婦人陸軍部隊員、会計士であった。彼女は5回の離婚経験があり、1975年の事件前には4人の子供をもうけていた。キリスト教徒の家庭であったが、後にユダヤ教を実践し始めた。
ムーアの友人によると彼女はパトリシア・ハーストに魅了され、執着していた。ハーストがシンバイオニーズ解放軍（SLA）に誘拐される事件が発生した後、SLAから「『人々』に対する『犯罪人』」と非難されていたランドルフ・ハーストは貧困層に食料を配給する組織であるピープル・イン・ニード（PIN）を設立し、ムーアはそのPINで簿記係のボランティアをしていた。また暗殺未遂事件当時はFBIへの情報提供者も務めていた。

## フォード大統領暗殺未遂事件

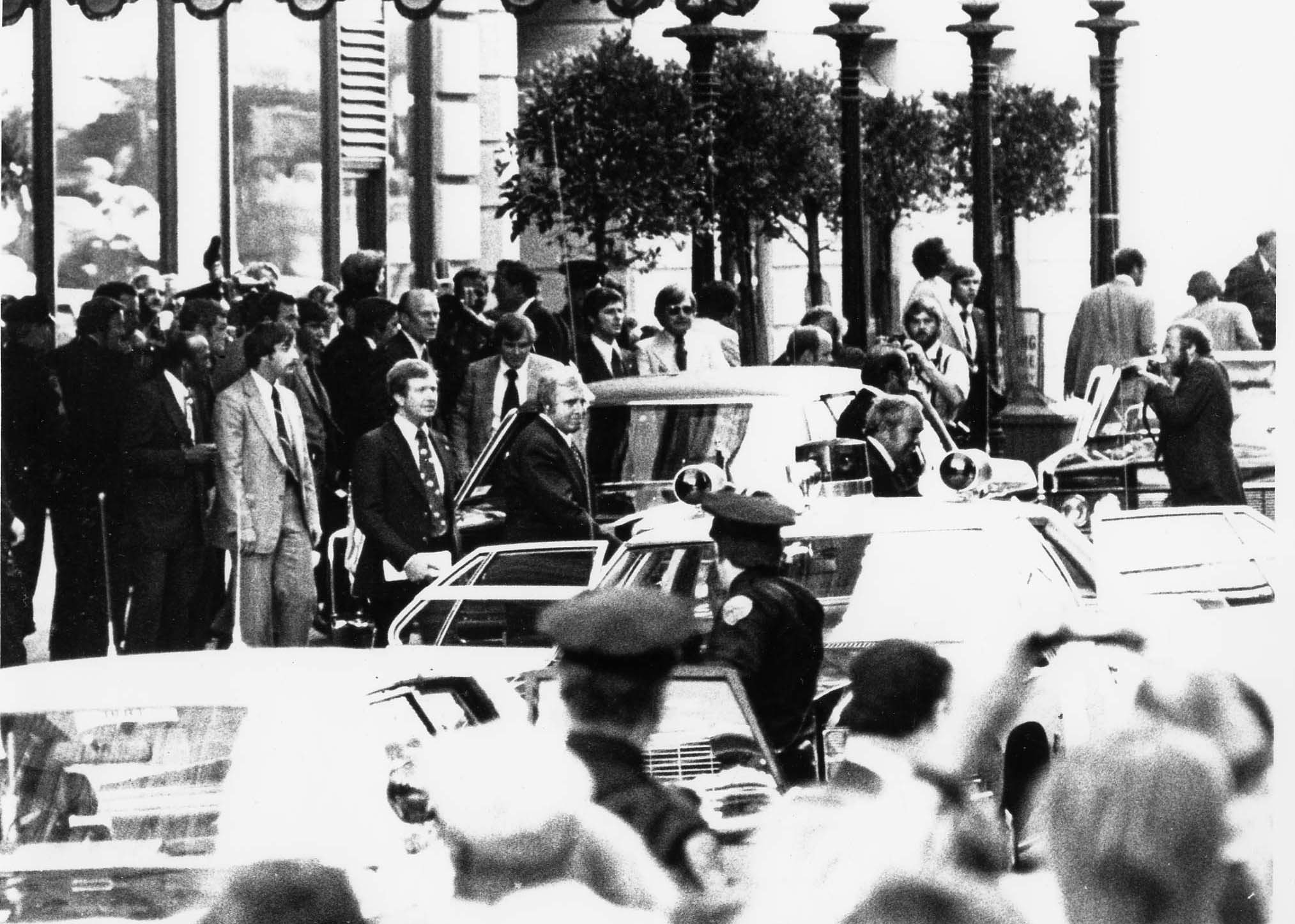
暗殺未遂事件直後の様子

ムーアは1975年初頭にシークレットサービスによって調査されていたが、当局は彼女が大統領に危険をもたらさないと結論づけていた。また彼女は暗殺未遂事件の前日に違法な拳銃所持の罪で逮捕されていたが釈放された。警察は44口径のリボルバーと113発の弾薬を没取していた。
ムーアは1975年9月22日にサンフランシスコで事件を起こした。それはリネット・"スクィーキー"・フロムによるフォード大統領暗殺未遂事件から17日後であった。セント・フランシス・ホテル前の群衆に混じっていた彼女はフォードから40フィート (12 m)離れた位置から38口径のリボルバーで1発撃った。彼女はその朝急いで購入した銃を使ったために着弾点が狂ったため、わずかに狙いを逸らしてしまった。
狙いを外したことに気付いた彼女はすぐに2発目のために構えようとしたが、元海兵隊員であるオリヴァー・シップルが飛び込み、腕をつかまれたためにフォードの命は救われた。当時のシップルは「（彼女の銃が）そこに向けられるのを見たのでそれをつかんだ。（中略）女性の腕に突っ込んでつかんで、銃が消えた」と述べた。2発目の弾丸は跳ね返り、当時42歳だったタクシー運転手のジョン・ルートヴィヒに当たったが一命を取り留めた。ムーアに判決を下した地方裁判所判事のサミュエル・コンティは彼女が自分の銃を持っていたならばフォードは死んでおり、失敗したのは「彼女の銃に欠陥があったから」という見解を述べた。

## 裁判と投獄
ムーアは暗殺未遂を認め、終身刑が言い渡された。彼女はダブリンの連邦女性刑務所に収監され、UNICOR刑務作業プログラムで時給1.25ドルで被収容者主任業務会計士を務めた。連邦刑務所局の登録番号は04851-180であった。

### 仮釈放
終身刑が宣告されて32年後の2007年12月31日、77歳のムーアは仮釈放となった。フォードは彼女の仮釈放の1年と5日前の2006年12月26日に自然死していた。ムーアは暗殺未遂事件を「過激な政治的見解に盲目だった」、「成功しなかったことを非常に嬉しく思っている。今の私は実行したのが間違いだったとわかっている」と振り返った。
2019年2月、ムーアは保護観察官への連絡無しで国外に旅行したために仮釈放違反で逮捕された。

## ポップカルチャーでの描写
スティーヴン・ソンドハイムとジョン・ウェイドマンのミュージカル劇『アサシンズ』では9人の主人公の暗殺者の1人としてムーアの物語が取り上げられた。
2009年、28年にわたってムーアと連絡を取っていた作家のジェリ・シュピーラーによる伝記『Taking Aim at the President』が出版された。